# 長門市
長門市（ながとし）は、山口県の北部にある市。日本海に面している。

## 概要
萩市と並び、山口県の北部（通称：北浦地区）の中心的都市の一つである。城下町であり行政機関の集まる萩市と比較し、道路網・鉄道網の陰陽連絡路線が発達したこともあり交通の要衝となっているが、萩市共々全国的な高速交通体系からは外れており、山陽側の都市と比べて発展が弱い。
気象区分は山口県北部に属する。注意報・警報区分は2005年以降「萩・美祢地域」と「長門地域」に分かれている。なお、長門市内では「油谷」「俵山」にアメダスがある。

## 地理

### 地勢

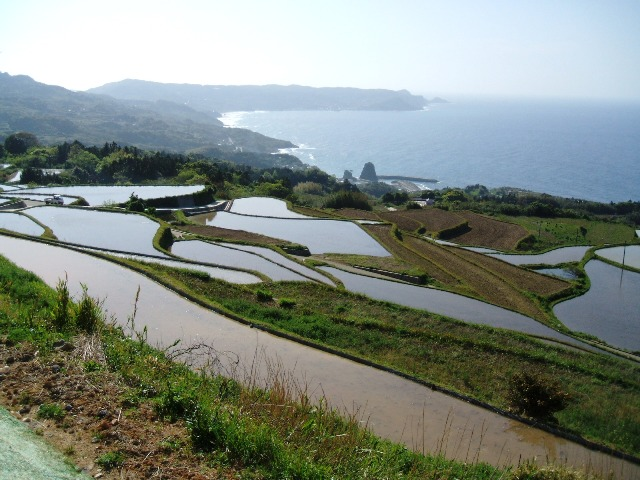
油谷東後畑地区の棚田

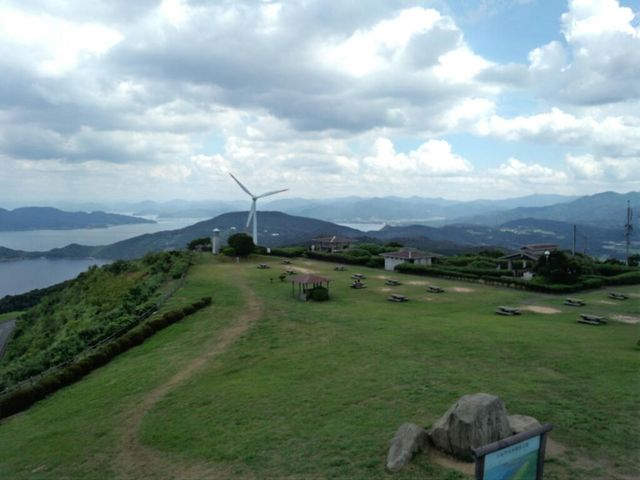
向津具半島にある長門千畳敷から、長門市街、萩市方面を望む

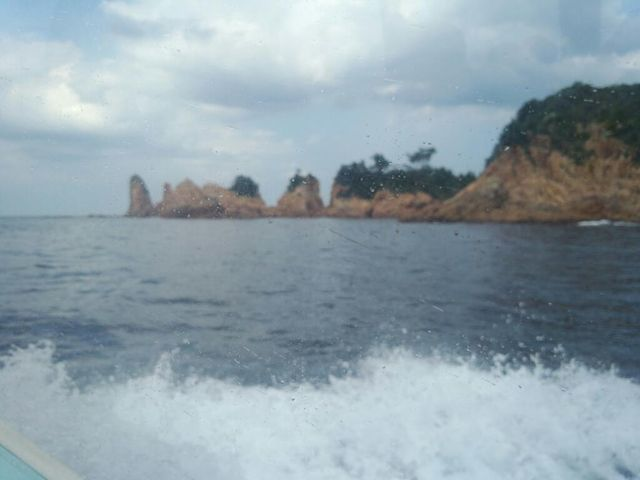
青海島の海上アルプスの奇岩の並び

山陰地方のほぼ西端に位置し、東西に延びた地形となっている。北側は日本海に面し、外海に面した海岸線は浸食地形となっている。一方で青海島と本土に囲まれた深川湾・仙崎湾、あるいは向津具半島（むかつくはんとう）に囲まれた油谷湾などの入り江も存在し、天然の良港となっている。向津具半島は平地が少ないことから棚田が数多く存在し、最近では「海が望める棚田」として風景写真の題材として取り上げられることも少なくない。また、日置地区ではハマユウが自生し、ハマユウの自生北限地の一つとして知られている。
南部は中国山地の西端に当たり、山間部では積雪も見られる。しかし対馬海流の影響からか冬でも極端に寒くならないことと、標高もさほど高くないことから積雪日数はそれほど多くない。

### 気候
| 油谷（1991年 - 2020年）の気候      | 油谷（1991年 - 2020年）の気候 | 油谷（1991年 - 2020年）の気候 | 油谷（1991年 - 2020年）の気候 | 油谷（1991年 - 2020年）の気候 | 油谷（1991年 - 2020年）の気候 | 油谷（1991年 - 2020年）の気候 | 油谷（1991年 - 2020年）の気候 | 油谷（1991年 - 2020年）の気候 | 油谷（1991年 - 2020年）の気候 | 油谷（1991年 - 2020年）の気候 | 油谷（1991年 - 2020年）の気候 | 油谷（1991年 - 2020年）の気候 | 油谷（1991年 - 2020年）の気候 |
| 月                                 | 1月                           | 2月                           | 3月                           | 4月                           | 5月                           | 6月                           | 7月                           | 8月                           | 9月                           | 10月                          | 11月                          | 12月                          | 年                            |
| ---------------------------------- | ----------------------------- | ----------------------------- | ----------------------------- | ----------------------------- | ----------------------------- | ----------------------------- | ----------------------------- | ----------------------------- | ----------------------------- | ----------------------------- | ----------------------------- | ----------------------------- | ----------------------------- |
| 最高気温記録 °C （°F）             | 18.6 (65.5)                   | 23.2 (73.8)                   | 25.5 (77.9)                   | 29.5 (85.1)                   | 30.7 (87.3)                   | 34.4 (93.9)                   | 35.7 (96.3)                   | 36.8 (98.2)                   | 35.2 (95.4)                   | 31.9 (89.4)                   | 27.0 (80.6)                   | 23.9 (75)                     | 36.8 (98.2)                   |
| 平均最高気温 °C （°F）             | 9.5 (49.1)                    | 10.5 (50.9)                   | 13.8 (56.8)                   | 18.7 (65.7)                   | 23.2 (73.8)                   | 26.0 (78.8)                   | 29.9 (85.8)                   | 31.3 (88.3)                   | 27.4 (81.3)                   | 22.6 (72.7)                   | 17.4 (63.3)                   | 12.0 (53.6)                   | 20.2 (68.4)                   |
| 日平均気温 °C （°F）               | 5.8 (42.4)                    | 6.4 (43.5)                    | 9.3 (48.7)                    | 13.9 (57)                     | 18.4 (65.1)                   | 21.9 (71.4)                   | 26.1 (79)                     | 27.1 (80.8)                   | 23.1 (73.6)                   | 17.8 (64)                     | 12.8 (55)                     | 8.0 (46.4)                    | 15.9 (60.6)                   |
| 平均最低気温 °C （°F）             | 1.8 (35.2)                    | 2.0 (35.6)                    | 4.4 (39.9)                    | 8.7 (47.7)                    | 13.6 (56.5)                   | 18.3 (64.9)                   | 22.9 (73.2)                   | 23.7 (74.7)                   | 19.5 (67.1)                   | 13.2 (55.8)                   | 8.1 (46.6)                    | 3.8 (38.8)                    | 11.7 (53.1)                   |
| 最低気温記録 °C （°F）             | −5.2 (22.6)                   | −6.1 (21)                     | −3.6 (25.5)                   | −1.1 (30)                     | 3.1 (37.6)                    | 7.9 (46.2)                    | 13.7 (56.7)                   | 15.9 (60.6)                   | 7.0 (44.6)                    | 2.8 (37)                      | −0.4 (31.3)                   | −3.5 (25.7)                   | −6.1 (21)                     |
| 降水量 mm （inch）                 | 97.8 (3.85)                   | 86.8 (3.417)                  | 137.7 (5.421)                 | 130.4 (5.134)                 | 146.2 (5.756)                 | 222.5 (8.76)                  | 279.7 (11.012)                | 198.3 (7.807)                 | 202.0 (7.953)                 | 106.5 (4.193)                 | 99.4 (3.913)                  | 83.5 (3.287)                  | 1,790.8 (70.504)              |
| 平均降水日数 （≥1.0 mm）           | 11.3                          | 10.6                          | 11.4                          | 10.2                          | 9.2                           | 11.5                          | 11.4                          | 9.0                           | 10.7                          | 8.0                           | 10.0                          | 10.4                          | 123.7                         |
| 平均月間日照時間                   | 83.5                          | 101.0                         | 151.2                         | 182.0                         | 204.1                         | 137.3                         | 164.1                         | 197.4                         | 143.5                         | 156.9                         | 116.6                         | 86.3                          | 1,723.8                       |
| 出典1：Japan Meteorological Agency |                               |                               |                               |                               |                               |                               |                               |                               |                               |                               |                               |                               |                               |
| 出典2：気象庁                      |                               |                               |                               |                               |                               |                               |                               |                               |                               |                               |                               |                               |                               |

### 人口
| |                                        |  |
| 長門市と全国の年齢別人口分布（2005年） | 長門市の年齢・男女別人口分布（2005年） |  |
| ■紫色 ― 長門市 ■緑色 ― 日本全国 | ■青色 ― 男性 ■赤色 ― 女性              |  |
| 長門市（に相当する地域）の人口の推移 \| 1970年（昭和45年） \| 53,247人 \| \| \| 1975年（昭和50年） \| 51,421人 \| \| \| 1980年（昭和55年） \| 50,892人 \| \| \| 1985年（昭和60年） \| 50,259人 \| \| \| 1990年（平成2年） \| 47,656人 \| \| \| 1995年（平成7年） \| 45,565人 \| \| \| 2000年（平成12年） \| 43,473人 \| \| \| 2005年（平成17年） \| 41,127人 \| \| \| 2010年（平成22年） \| 38,349人 \| \| \| 2015年（平成27年） \| 35,439人 \| \| \| 2020年（令和2年） \| 32,519人 \| \| |                                        |  |
| 総務省統計局 国勢調査より |                                        |  |
| 1970年（昭和45年） | 53,247人                               |  |
| 1975年（昭和50年） | 51,421人                               |  |
| 1980年（昭和55年） | 50,892人                               |  |
| 1985年（昭和60年） | 50,259人                               |  |
| 1990年（平成2年） | 47,656人                               |  |
| 1995年（平成7年） | 45,565人                               |  |
| 2000年（平成12年） | 43,473人                               |  |
| 2005年（平成17年） | 41,127人                               |  |
| 2010年（平成22年） | 38,349人                               |  |
| 2015年（平成27年） | 35,439人                               |  |
| 2020年（令和2年） | 32,519人                               |  |

### 地名
旧長門市

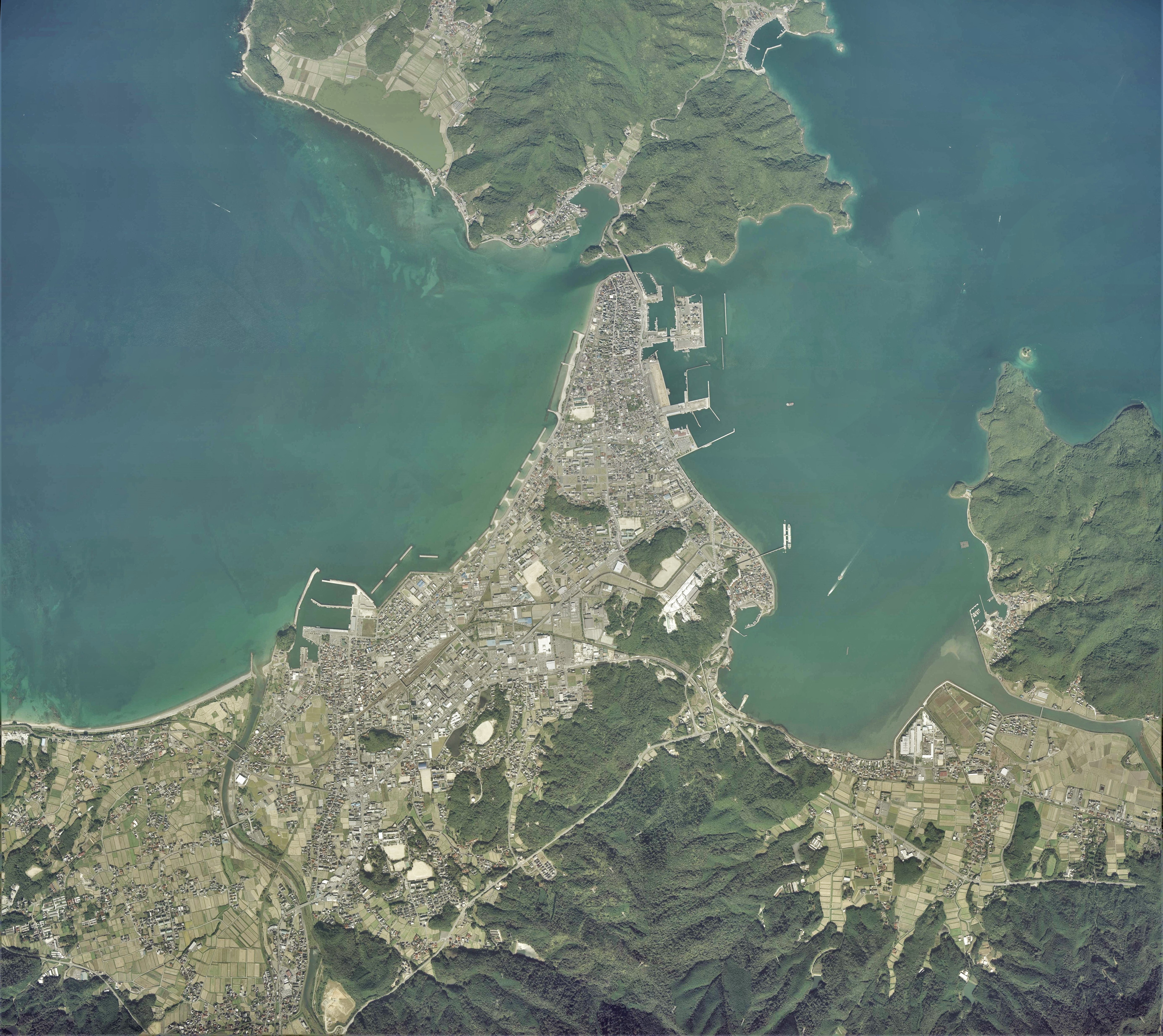
長門市中心部周辺の空中写真。写真左下が市役所の位置する東深川、中央の半島部が仙崎、半島の北（上）に接するのが青海島。
2008年10月16日撮影の8枚を合成作成。。

昭和の大合併で発足した旧市域。旧深川町は深川町時代の大字を継承しており、それ以外の3町村はいずれも大字を設置していなかったため、市制時に大字を新設している。
- 東深川（ひがしふかわ。旧深川町）
- 西深川（にしふかわ。旧深川町）
- 深川湯本（ふかわゆもと。旧深川町）
- 渋木（しぶき。旧深川町）
- 真木（まき。旧深川町）
- 仙崎（せんざき。旧仙崎町）
- 通（かよい。旧通村）
- 俵山（たわらやま。旧俵山村）

旧三隅町
合併前より各大字ともに「三隅」を冠していたため、特に変更はしていない。
- 三隅上
- 三隅中
- 三隅下

旧日置町
日置上・中・下は合併前より「日置」を冠していたため、特に変更していないが、野田・蔵小田は合併時に「日置」を追加している。
- 日置上
- 日置中
- 日置下
- 日置野田
- 日置蔵小田

旧油谷町
全域で合併時に「油谷」を追加している。蔵小田は日置村(当時は町制前だった)より一部を編入したため、2地区にまたがっており、合併後は旧町名を冠することによって区別している。
- 油谷久富（ひさどみ。旧菱海村）
- 油谷新別名（しんべつみょう。旧菱海村）
- 油谷河原（かわら。旧菱海村）
- 油谷伊上（いがみ。旧菱海村）
- 油谷川尻（かわしり。旧向津具村）
- 油谷向津具上（むかつくかみ。旧向津具村）
- 油谷向津具下（むかつくしも。旧向津具村）
- 油谷後畑（うしろばた。旧宇津賀村）
- 油谷津黄（つおう。旧宇津賀村）
- 油谷角山（かどやま。旧宇津賀村）
- 油谷蔵小田（くらおだ。日置村より一部を編入）

## 歴史
- 江戸期は捕鯨基地として繁栄。
- 1947年（昭和22年）12月2日 - 昭和天皇の戦後巡幸。正明市駅（現長門市駅）にお召し列車が10分間停車し、駅前奉迎が行われた[3]。
- 2016年（平成28年）12月15日 - 安倍晋三とウラジーミル・プーチンによる日露首脳会談（長門会談）実施[4]。

### 沿革

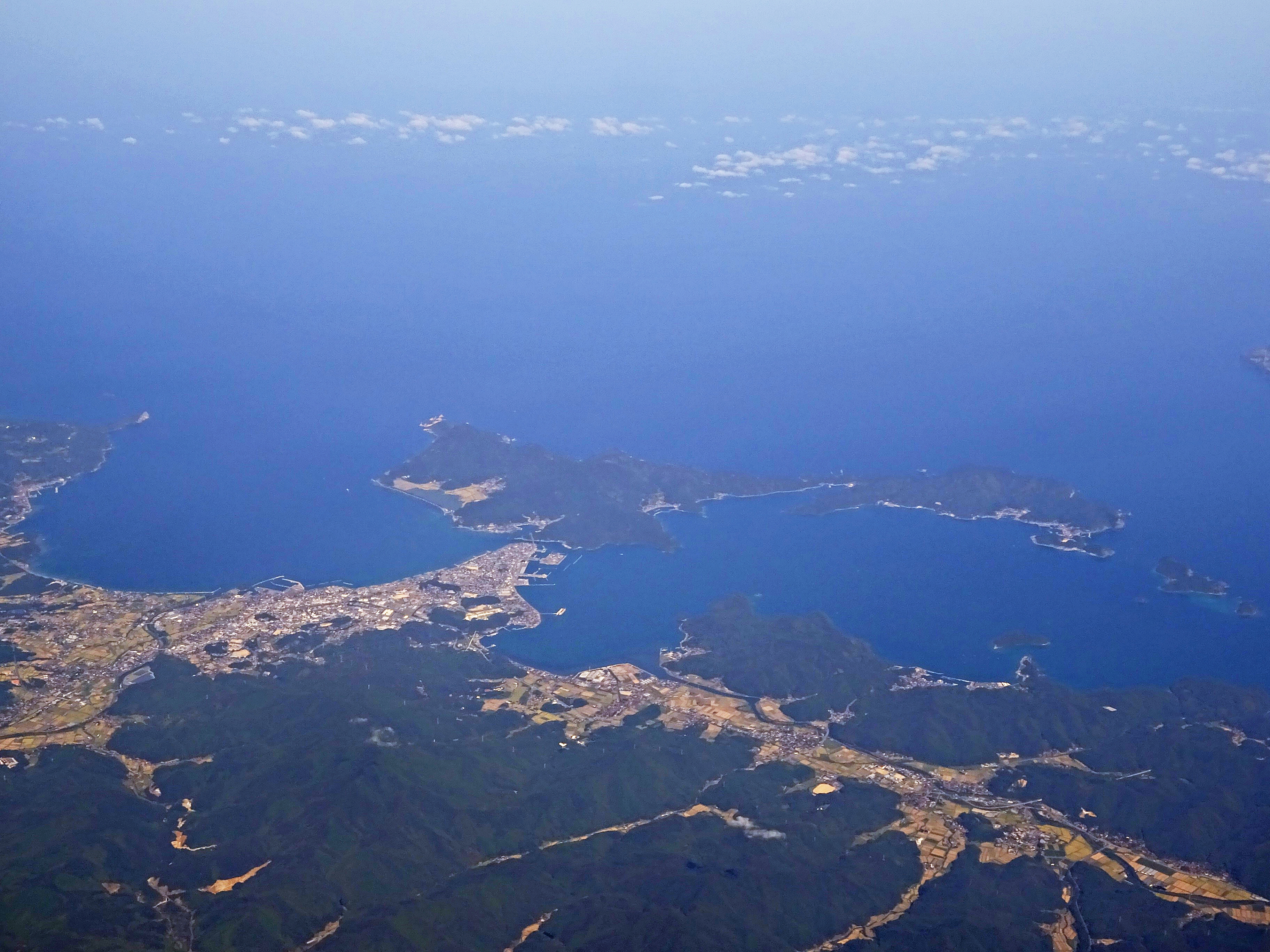
長門市上空から青海島を空撮（2022年10月）

- 1954年（昭和29年）3月31日 - 大津郡深川町、仙崎町、通村、俵山村が合併、市制施行し長門市になる。
- 1997年（平成9年）12月 - ラポールゆやが開館。
- 2001年（平成13年）3月7日 - 山口県立劇場ルネッサながとが開館。
- 2005年（平成17年）3月22日 - 旧・長門市と大津郡日置町、三隅町、油谷町が合併（新設合併）し、改めて長門市が発足。これに伴い、大津郡が消滅した。

## 行政

### 市長
- 江原達也（2019年11月27日就任、2期目[5]）

### 歴代市長
| 代   | 氏名     | 就任日         | 退任日         | 備考       |
| ---- | -------- | -------------- | -------------- | ---------- |
| 初代 | 松林正俊 | 2005年4月24日  | 2009年4月23日  |            |
| 2代  | 南野京右 | 2009年4月24日  | 2011年10月8日  | 在任中死去 |
| 3代  | 大西倉雄 | 2011年11月27日 | 2019年11月26日 |            |
| 4代  | 江原達也 | 2019年11月27日 | 現職           |            |

### 旧長門市歴代市長
| 代      | 氏名     | 就任日        | 退任日        | 備考       |
| ------- | -------- | ------------- | ------------- | ---------- |
| 初-2代  | 野村鳳介 | 1954年5月10日 | 1962年5月9日  |            |
| 3代     | 斎木正熊 | 1962年5月10日 | 1966年5月     |            |
| 4-7代   | 高橋武雄 | 1966年5月     | 1982年5月     |            |
| 8-10代  | 福田政則 | 1982年5月     | 1992年4月4日  | 在任中死去 |
| 11-12代 | 藤田光久 | 1992年5月24日 | 2000年5月23日 |            |
| 13-14代 | 松林正俊 | 2000年5月24日 | 2005年3月21日 |            |

## 官公署・行政機関

### 警察
- 山口県警察 長門警察署

### 消防
- 長門市消防本部

## 議会

### 長門市議会
- 定数：18人
- 任期：2017年4月24日 - 2021年4月23日[10]
- 議長：武田新二
- 副議長：大草博輝

### 山口県議会
- 選挙区：長門市選挙区
- 定数：1人
- 任期：2019年4月30日 - 2023年4月29日
- 投票日：2019年4月7日

| 候補者名 | 当落 | 年齢 | 所属党派   | 新旧別 | 得票数 |
| -------- | ---- | ---- | ---------- | ------ | ------ |
| 笠本俊也 | 当   | 46   | 自由民主党 | 現     | 無投票 |

### 衆議院
- 2023年衆議院議員補欠選挙
  - 選挙区：山口4区（下関市、長門市）
  - 投票日：2023年4月23日
  - 当日有権者数：239,874人
  - 投票率：34.71％

| 当落 | 候補者名 | 年齢 | 所属党派       | 新旧別 | 得票数             |
| ---- | -------- | ---- | -------------- | ------ | ------------------ |
| 当   | 吉田真次 | 38   | 自由民主党     | 新     | 47,901票（62.3％） |
|      | 有田芳生 | 71   | 立憲民主党     | 新     | 24,923票（32.4％） |
|      | 大野頼子 | 49   | 無所属         | 新     | 2,260票（2.9％）   |
|      | 渡部亜衣 | 37   | 政治家女子48党 | 新     | 1,157票（1.5％）   |
|      | 竹本秀之 | 67   | 無所属         | 新     | 587票（0.8％）     |

- 第49回衆議院議員総選挙
  - 選挙区：山口4区（下関市、長門市）
  - 投票日：2021年10月31日
  - 当日有権者数：244,858人
  - 投票率：48.64％

| 当落 | 候補者名 | 年齢 | 所属党派     | 新旧別 | 得票数   | 重複 |
| ---- | -------- | ---- | ------------ | ------ | -------- | ---- |
| 当   | 安倍晋三 | 67   | 自由民主党   | 前     | 80,448票 | ○    |
|      | 竹村克司 | 49   | れいわ新選組 | 新     | 19,096票 | ○    |
|      | 大野頼子 | 47   | 無所属       | 新     | 15,836票 |      |

## 大型公共施設

### ホール・集会場
- ルネッサながと
- ラポールゆや

### 体育施設
- ながと総合体育館
- 長門市俵山多目的交流広場

## 対外関係

### 姉妹都市･提携都市
- ロシア連邦クラスノダール地方ソチ市

長門市内で2016年12月、日ロ首脳会談が開かれた事を機に、2018年9月28日に姉妹都市協定締結。

## 経済・生活
主な産業は漁業、農業、畜産業と食品製造（蒲鉾）業である。また、観光産業も盛んである。

### 漁業

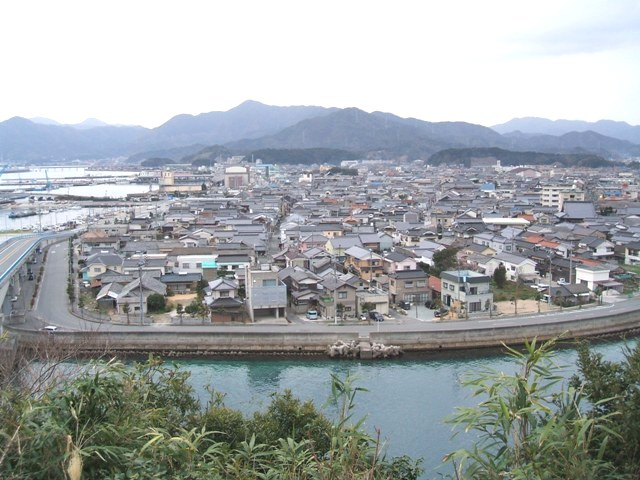
王子山（青海島）から仙崎を望む　左奥が仙崎漁港

日本海に面した天然の良港を複数擁することもあり、沿岸漁業が基幹産業の一つとなっている。水揚げされる主なものとしてはイカ（ケンサキイカ）・アジなど。かつては青海島で大規模な鯛やハマチの養殖事業も行われていたが、現在は油谷地区を中心に養殖事業が行われている。
市北部の仙崎地区にある仙崎港は、山口県北部の港湾ではかなりの規模をもつ。漁業のほかには蒲鉾をはじめとする魚肉練り製品の製造が盛んである。

#### 主な漁港
- 仙崎漁港
- 湊漁港
- 通（かよい）漁港
- 野波瀬（のばせ）漁港
- 小島漁港
- 黄波戸漁港
- 津黄（つおう）漁港
- 川尻漁港
- 大浦漁港
- 立石漁港

### 畜産業
市内ではブロイラーによる養鶏業が盛んであり、全国的にも珍しい、養鶏業専門の専門農協（深川養鶏農業協同組合）が存在する。その影響からか、長門市内には焼き鳥店が人口に比べて数多く存在する。三隅地区では養豚業も盛ん。
また、向津具半島では、休耕田となった棚田で牛の放牧を行う試み（山口型放牧）が続けられている。

### 観光業
青海島（おうみじま）をはじめとする自然を生かした観光資源を多く抱え、訪れる観光客も少なくない。
また、湯本温泉、俵山温泉、湯免（ゆめん）温泉、黄波戸（きわど）温泉、油谷湾温泉という多くの温泉地を持ち、県内各地に訪れる観光客の宿泊を受け入れている。特に湯本温泉は山口県北部では最大の規模で持つ温泉街である。

### 主な企業
- フジミツ（魚肉練製品）
- 国近商店（海産物の販売など）
- 東光工業（住宅建設）
- ヤマネ鉄工建設　(鉄骨加工業)

### 総合病院
- 長門総合病院

## 学校

### 高等学校

#### 公立
- 山口県立大津緑洋高等学校 - 下記の3高校が統合され2011年に新設。3校は在校生が卒業した2013年3月をもって閉校となった。

以下は閉校となった高等学校
- 山口県立大津高等学校
- 山口県立水産高等学校
- 山口県立日置農業高等学校

大津緑洋高校の本部は旧大津高校に設置されているが、旧水産高校の校舎は水産校舎として、旧日置農業高校の校舎は日置校舎として現在でも使用されている。

#### 私立
- 長門高等学校

### 中学校

#### 公立
- 長門市立深川中学校（ふかわ）
- 長門市立仙崎中学校（せんざき）
- 長門市立三隅中学校（みすみ）
- 長門市立日置中学校（へき）
- 長門市立菱海中学校（ひしかい）

### 小学校

#### 公立
- 長門市立深川小学校
- 長門市立仙崎小学校
- 長門市立通小学校
- 長門市立俵山小学校
- 長門市立大畑小学校
- 長門市立向陽小学校（こうよう）
- 長門市立明倫小学校（めいりん）
- 長門市立浅田小学校（あさだ）
- 長門市立日置小学校
- 長門市立神田小学校（じんでん）
- 長門市立油谷小学校（ゆや）
- 長門市立向津具小学校

## 地域

### 仙崎
仙崎は詩人金子みすゞが生まれた町として有名であり、生家跡は金子みすゞ記念館となっている。史跡指定を受ける前から、鯨法会に感銘し、仙崎の鯨墓の慣わしを『鯨法会』として書いた。また、金子みすゞを題材にした映画「みすゞ」やドラマ「明るいほうへ 明るいほうへ」のロケも行われている。

### 三隅
三隅は画家の香月泰男が制作の拠点とした地でもあり、現在は香月泰男美術館が建てられている。

## 交通

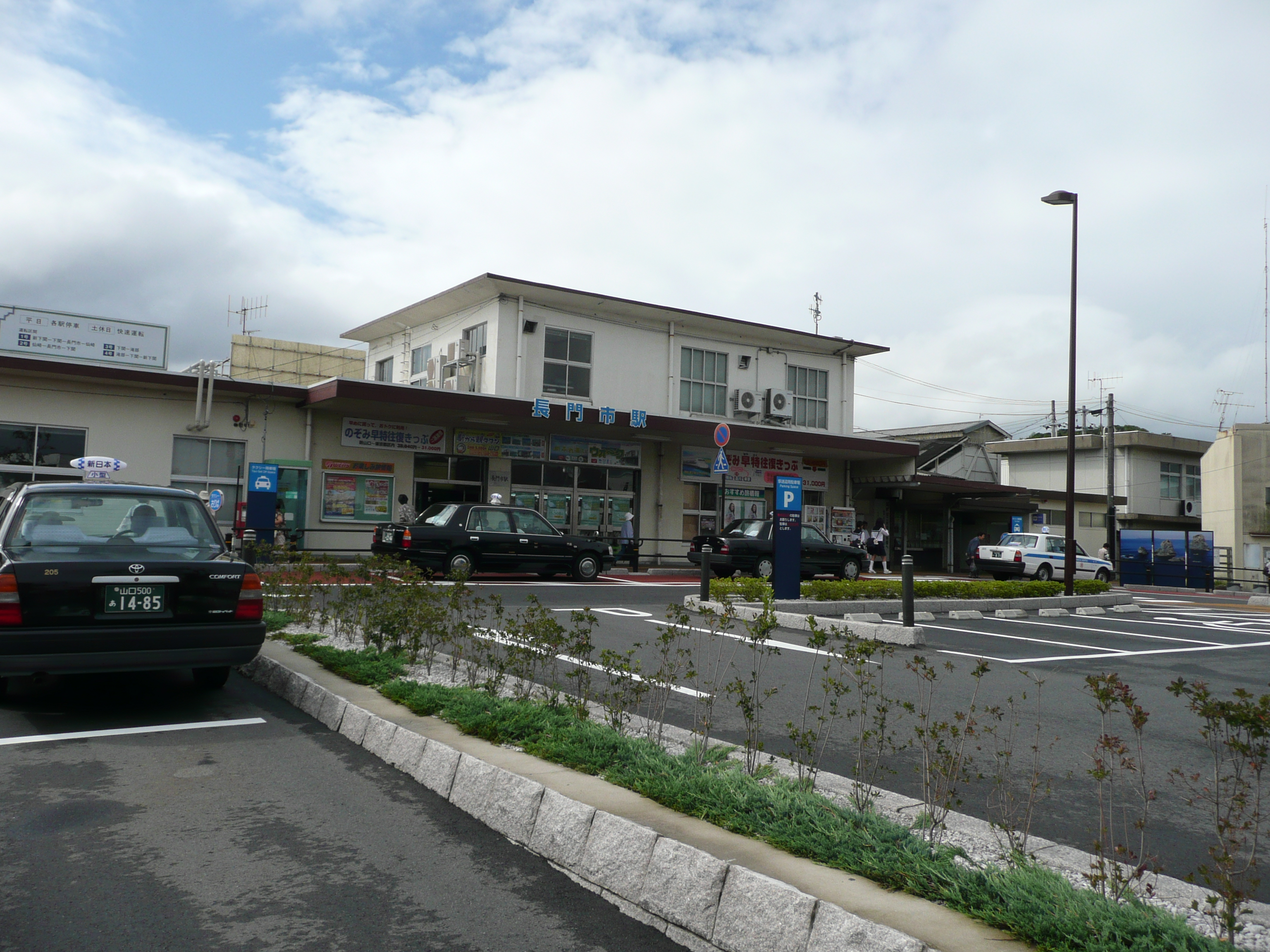
長門市駅

### 空港
山口宇部空港が最寄りである。空港と市内を結ぶ交通機関はないが、2022年と2023年に冨士第一交通により、長門市・美祢市と山口宇部空港を結ぶ乗合タクシーの実証実験を行ったことがある。

### 鉄道路線
- 山陰本線：長門三隅駅 - 長門市駅 - 黄波戸駅 - 長門古市駅 - 人丸駅 - 伊上駅
- 山陰本線仙崎支線：長門市駅 - 仙崎駅
- 美祢線：渋木駅 - 長門湯本駅 - 板持駅 - 長門市駅
  - 中心となる駅：長門市駅

※山陰本線人丸駅 - 伊上駅間および美祢線全線は2023年6月30日から7月1日にかけて発生した豪雨災害により不通、バス代行

### バス路線

#### 一般路線バス
- 防長交通 - 長門市内（仙崎・長門市中心部・旧三隅町域）と萩市を結ぶ路線と、美祢市旧美東町域・秋芳洞を結ぶ路線がある。
  - 青海大橋 - センザキッチン - 仙崎駅 - 長門市駅 - 長門市役所前 - 三隅駅 - 湯免温泉 - 萩BC - 東萩駅
- サンデン交通 - 青海島南端部の大泊地区と長門市内（仙崎・市中心部・長門湯本温泉）・下関市の間を所要時間約2時間40分で結ぶ準急系統と、青海島東端部の通地区と長門市中心部を結ぶ路線がある。
  - 準急：大泊 - センザキッチン - 仙崎駅 - 長門市駅 - 長門湯本温泉 - 俵山温泉 - 豊田町西市 - 菊川温泉 - 小月駅 - 城下町長府 - 唐戸 - 下関駅
  - 通 - 大泊 - センザキッチン - 仙崎駅 - 長門市駅
- ブルーライン交通 - 長門市内の仙崎・市中心部・旧日置町域・旧油谷町域を結ぶ。
  - センザキッチン - 仙崎駅 - 長門市駅 - 古市駅 - 人丸駅 - 油谷大橋 - 川尻 - 久津 - 油谷島

#### 高速バス
福岡市と長門市を結ぶ昼行高速バス「おとずれ号」が運行されている。長門市内では長門湯本温泉、長門市中心部、道の駅センザキッチン（仙崎地区）に停車する。山口県側の始発・終着は萩市内であり、萩市内 - 長門市内間のみの利用も可能となっている（両市内相互間を利用する場合の予約は不可）。
2022年に京阪神と山口県各地を結ぶ夜行高速バス「カルスト号」が長門市内まで延伸され、「おとずれ号」が運行開始されたが、「カルスト号」は2024年3月31日出発便限りで長門市内への延伸運転を終了したため、現在では長門市発着の高速バスは「おとずれ号」のみとなっている。
| 愛称名     | 運行会社            | 運行区間 |
| ---------- | ------------------- | --- |
| おとずれ号 | 防長交通 西日本鉄道 | 博多BT・天神高速BT - 美祢駅 - 長門湯本温泉・長門市役所前・長門市駅前・センザキッチン - 萩バスセンター・萩明倫センター |

### タクシー
以下の各社は、通常のタクシー営業の他、「長門市デマンド交通」として、平日のみ運行の予約型乗合タクシーの運行も行っている。
- 長門山電タクシー
- 冨士第一交通
  - 新山口駅と長門市内を結ぶ乗合タクシーも運行している[17]。
- 新日本観光交通
- 安全タクシー
- 古市タクシー
- 人丸タクシー

### 道路
国道は市内の正明市交差点で国道191号と国道316号が交わり美祢市方面へ、油谷で国道491号が下関市方面へ向かっている。市内を通る山口県道28号小郡三隅線と山口県道34号下関長門線は陰陽連絡道の一つとして、山口県道36号秋芳三隅線は観光道路の一つとして重要な路線となっており、特に山口県道28号小郡三隅線は隣接する萩市と山口市小郡（旧小郡町）を結ぶ経路となっている。

#### 高速道路
- 山陰自動車道
  - 萩・三隅道路 - 三隅IC
  - 長門・俵山道路 - 長門湯本温泉IC・俵山北IC

#### 一般国道
- 国道191号
- 国道316号
- 国道491号

#### 主要地方道
- 山口県道28号小郡三隅線
- 山口県道34号下関長門線
- 山口県道36号秋芳三隅線
- 山口県道38号美祢油谷線
- 山口県道56号仙崎港線
- 山口県道64号萩三隅線
- 山口県道66号長門油谷線

#### 一般県道
- 山口県道268号豊田三隅線
- 山口県道277号長門市停車場線
- 山口県道280号長門秋芳線
- 山口県道281号俵山長門古市停車場線
- 山口県道282号仙崎停車場小浜線
- 山口県道283号青海島線
- 山口県道285号野波瀬港線
- 山口県道286号日置上油谷線
- 山口県道287号長門三隅線
- 山口県道308号明木美東線
- 山口県道356号久津小田線
- 山口県道357号油谷港線
- 山口県道358号人丸停車場線

## 観光地・名所・史跡

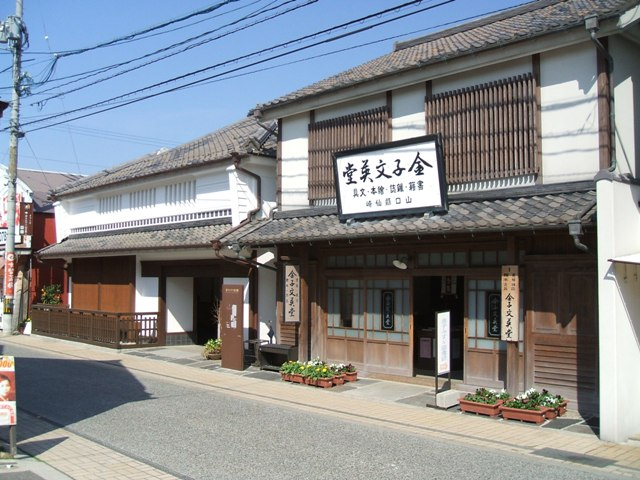
金子みすゞ記念館

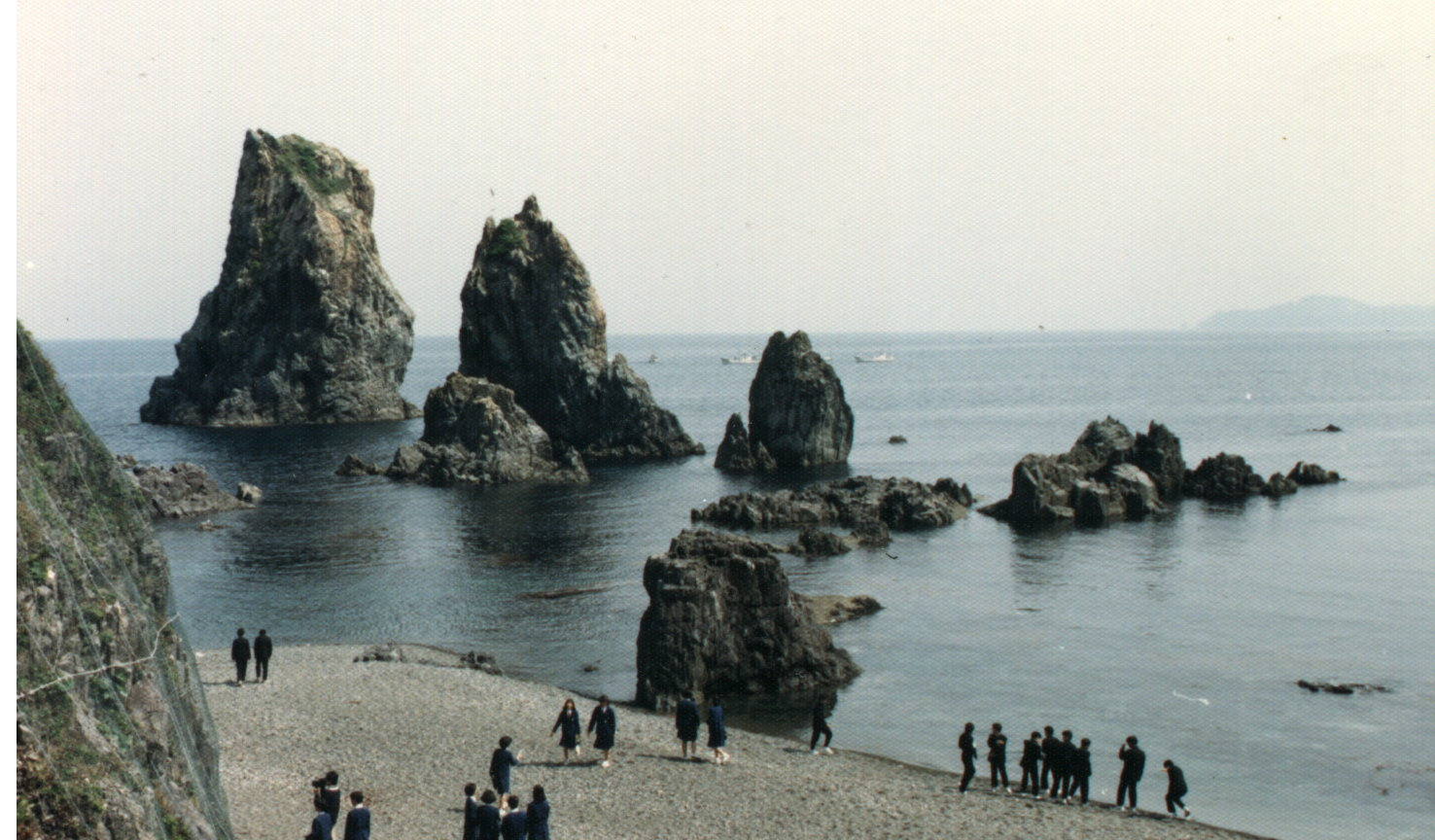
青海島

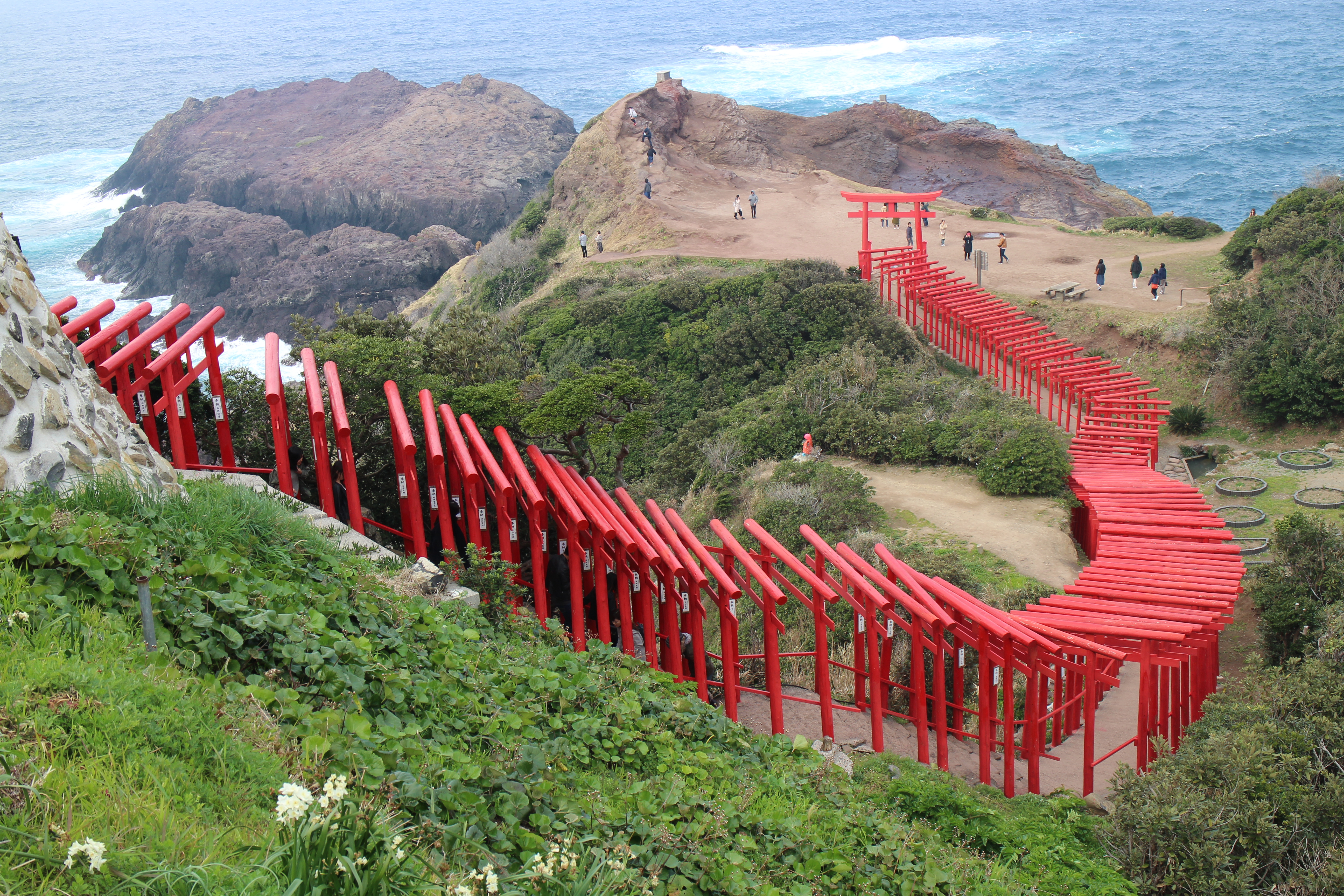
元乃隅神社

### 長門市中心部
- 赤崎神社楽桟敷 - 重要有形民俗文化財
- 亀山城跡
- 黄波戸温泉

### 青海島
青海島は全域が北長門海岸国定公園に指定されている。
- 大日比ナツミカン原樹（国の史跡および天然記念物）
- 青海島高山オートキャンプ場
- くじら資料館・青海島鯨墓（国の史跡）

### 仙崎
- 金子みすゞ記念館
- 道の駅センザキッチン - 青海島観光遊覧船が発着する。

### 三隅
- 湯免温泉
- 村田清風旧宅・村田清風記念館
- 香月泰男美術館

### 油谷
- 元乃隅神社
- 千畳敷
- 川尻岬
- 二尊院・楊貴妃の里 - 明和3年 (1766) に当時の住職・恵学が記した古文書があり、その古文書に当地に楊貴妃が流れ着いたとされる伝説が書かれていることから楊貴妃伝説の寺とされる。本尊の木造阿弥陀如来立像・釈迦如来立像は国の重要文化財、楊貴妃の墓といわれる五輪塔は県指定有形文化財。安産・子育て・縁結びの利益（りやく）があるとされる。
- 八幡人丸神社
- 油谷湾温泉

### 湯本
- 長門湯本温泉
- 大寧寺（境内は県指定史跡、本堂は県指定有形文化財）

### 俵山
- 俵山温泉
- 麻羅観音

### 主な祭り・イベント
- 7月23日 - ながと仙崎花火大会
- 8月 - 油谷夏まつり“響炎祭（きょうえんさい）”

## スポーツチーム
- ながとブルーエンジェルス

## 著名な出身者
政治家
- 安倍寛（元日置村長・衆議院議員　晋太郎は長男、晋三は孫）
- 安倍晋太郎（元衆議院議員・外務大臣、出生地は東京だが当地で育ち、総選挙では地元選挙区）
- 安部キミ子（参議院議員）
- 伊藤一長（政治家、元長崎市長）
- 井上正一（衆議院議員、大審院部長、明治大学名誉教授）

軍人
- 磯部浅一（陸軍軍人、皇道派）

実業家
- 長谷川閑史（元武田薬品工業代表取締役社長）

幕末の志士
- 周布政之助（長州藩士）
- 村田清風（長州藩士）

学者
- 安部英（帝京大学元副学長）
- 川崎桃太（歴史学者、京都外国語大学名誉教授）

芸術家
- 尾崎眞吾（画家）
- 香月泰男（画家）
- 安森信（写真家）

文学関係者
- 梶永正史（小説家、第12回『このミステリーがすごい!』大賞 大賞受賞）
- 金子みすゞ（童謡詩人）

音楽関係者
- 荒木健太（音楽家）
- 大津あきら（作詞家）
- 水戸華之介（ミュージシャン・元アンジーボーカル）

芸能関係者
- うをとも（お笑いタレント、吉本興業）
- 大谷泰彦（ローカルタレント）
- 渡辺千秋（歌手、女優）

その他文化関係者
- 田中モトユキ（漫画家）
- タサン志麻（家政婦・料理人）

スポーツ選手
- 油谷繁（マラソンランナー・中国電力所属）
- 緒形健一（シュートボクサー）
- 奥村麻依（バレーボール日本女子代表）
- シーザー武志（キックボクサー、俳優）

その他
- 浴田由紀子（元東アジア反日武装戦線“大地の牙”部隊メンバー、作家）

## メディア
- FMながと（コミュニティFM、通称「FM AQUA」）87,8MHz
- ほっちゃテレビ（ケーブルテレビ）
- 山口新聞長門支局
- 長門時事新聞（ローカル紙）

県域メディアは、日置地区にある「矢ヶ浦岳」から送信される「NHK総合・Eテレ・FM」「KRY」「tys」「yab」「FMY」の各局、並びに萩市にある「NHKラジオ第一・第二」「KRYラジオ」の受信に頼る。

市内の一部地域では福岡波や島根波が受信できる地域もある。

## 電話局番・郵便番号

### 電話
- 市外局番は市内全域が0837（長門MA、市内局番は20 - 49）。
  - 4ケタに統一される前は、長門地域が08372、油谷地域が08373、三隅地域が08374、日置地域が083737であった。
  - 同じ0837区域でも、美祢市（旧美祢市・秋芳町、美祢MA、市内局番は50 - 65、69）とはMA（単位料金区域）が異なるため、市外局番が必要。
  - 下関市の083-7xx区域（豊田町・豊浦町・豊北町）でも市外局番が必要（MA統合前からの措置）。

### 郵便
- 長門地域：759-41xx（長門郵便局）、759-42xx（俵山地区、俵山郵便局）
- 日置地域：759-44xx（日置郵便局）
- 三隅地域：759-38xx（三隅郵便局）
- 油谷地域：759-45xx（油谷郵便局）759-46xx（向津具・川尻、久津郵便局）759-47xx（後畑・角山・津黄、宇津賀郵便局）